# Ville impériale de Haguenau
1275–1679
(404 ans)
Entités précédentes :
- Duché de Souabe

Entités suivantes :
- Royaume de France (province d'Alsace)

La ville impériale de Haguenau (en allemand : Reichsstadt Hagenau, en latin : Hagenoa civitas imperialis) est une ancienne cité-État du Saint-Empire romain entre 1275 et 1679.
Village construit autour du château édifié aux alentours de 1115,, Haguenau devient une ville au Moyen Âge notamment par la construction d'un mur d'enceinte probablement vers 1143,. Ses habitants se dotent progressivement d'institutions sous l’autorité des Hohenstaufen qui siègent sur le trône impérial et possèdent le duché de Souabe et d'Alsace. Le duc Frédéric II le Borgne accorde à la cité des franchises que son fils l'empereur Frédéric Ier Barberousse confirme en 1158 et 1164,. La ville est alors administrée par les ministériaux du château (Burgmänner) et un prévôt (Schultheiss). Celui-ci rend la justice au nom du seigneur qui est le souverain du Saint-Empire, puis est assisté de douze échevins à partir de 1215. La même année, la cité est pourvue d'un sceau. Durant le Grand Interrègne les souverains accordent de nouvelles libertés à la ville pour s'assurer de sa fidélité. Guillaume Ier reconnaît ainsi les privilèges dont disposent la cité lorsqu'il y séjourne en mars 1255. Son successeur Richard Ier octroie de nouvelles chartes de franchises en 1257 et 1262.
À la suite de son élection au trône du Saint-Empire en 1273, Rodolphe Ier accorde à Haguenau une charte de franchises le 8 décembre 1275. Le statut de « ville d'Empire » est définitivement reconnu à la cité qui dispose ainsi de l'immédiateté impériale avec droit de siéger à la Diète d'Empire : elle n'est désormais plus un bien personnel du souverain mais un état du Saint-Empire à part entière comme le confirme à nouveau Albert Ier en 1299,. Elle intègre le Grand-Bailliage d'Alsace (Reichslandvogtei im Elsass) qui administre les biens impériaux de la région, notamment la forêt de Haguenau (Hagenauer Reichswald) et les villages d'Empire avoisinants. Les institutions municipales sont définitivement établies au milieu du XIVe siècle avec l'adoption de la Lettre des Vingt-Quatre comme constitution le 26 octobre 1331. Celle-ci permet à vingt-quatre représentants des corporations d'intégrer le conseil aux côtés des douze échevins afin d'associer la bourgeoisie au gouvernement de la ville. Le texte est approuvé par Louis IV le 6 mars 1332, et à nouveau confirmé par Venceslas Ier en 1379,. Avec les autres villes impériales de la plaine d'Alsace, Haguenau forme en 1354 une alliance connue sous le nom de Décapole qui doit garantir une assistance réciproque entre ses dix membres face aux menaces extérieures. Accueillant le siège administratif du Grand-Bailliage d'Alsace, la cité devient par conséquent la capitale de l'alliance. Lorsque la ville est assiégée en 1359 par le prince-évêque de Strasbourg, Jean II de Lichtenberg, ses alliées viennent à son secours et lui permettent de régler la situation sans dommage pour elle. La cité devient un foyer artistique important grâce au talent des copistes et des enlumineurs qu'elle accueille, notamment Diebold Lauber.
La Réforme protestante est introduite à Haguenau en 1565 à la suite des prêches de Wolfgang Capiton quelques décennies auparavant, mais ses dirigeants restent en majorité catholiques au début du XVIIe siècle et favorisent l'installation des Jésuites dans la ville. Lors de la guerre de Trente Ans la ville est pillée et occupée en 1621 par l'armée protestante conduite par Ernst von Mansfeld, avant d'être reprise en 1622 par les troupes catholiques de Léopold V d'Autriche-Tyrol, grand-bailli d'Alsace et prince-évêque de Strasbourg, pour y rétablir l'autorité impériale. Haguenau est conquise en 1632 par les troupes du royaume de Suède conduites par Gutaf Horn. Les villes occupées par les Suédois sont confiées aux armées françaises qui y établissent des garnisons. Les ravages du conflit poussent Haguenau à se placer sous protectorat du royaume de France en 1634. Les traités de Westphalie de 1648 accordent au Roi de France des droits sur la ville impériale et ses alliées. Lors de la guerre de Hollande, les Français s'emparent de la cité et l'occupent à partir de 1673. Afin d'empêcher les troupes impériales d'occuper les villes de la Décapole, Louis XIV et le marquis de Louvois appliquent une politique de la terre brûlée et ordonnent l'évacuation des habitants de la cité : un premier incendie est provoqué par le général Joseph de Montclar le 10 février 1677, et un second par le maréchal François de Créquy du 16 au 17 septembre de la même année,.
Le traité de Nimègue du 5 février 1679 marque la fin de l'indépendance de Haguenau qui est rattachée au territoire français. Les institutions de la ville continuent d'exister sous l'autorité du Roi jusqu'à la Révolution française et la fin de l'Ancien Régime en 1789.